# Natur und Landschaft
Natur und Landschaft ist eine Monatszeitschrift für Naturschutz und Landschaftspflege und wird vom Bundesamt für Naturschutz herausgegeben. Die Zeitschrift ist die älteste regelmäßig erscheinende Zeitschrift für diesen Themenbereich im deutschsprachigen Raum. Nach ihrem Selbstverständnis will Natur und Landschaft mit „Sachbeiträgen anerkannter Fachleute des staatlichen und nicht staatlichen Naturschutzes […], [die] Erfordernisse der Naturschutzpraxis mit wissenschaftlichen Erkenntnissen verbinden.“

## Verlag
Natur und Landschaft wird vom Kohlhammer Verlag aus Stuttgart produziert und verlegt.